# الرأس الطيب
الرأس الطيب (ويسمى بالفرنسية: Cap Bon) كما يعرف أيضا باسم رأس الدار. ويقع بالزاوية الشمالية الشرقية لشبه جزيرة الوطن القبلي، غير بعيد عن مدينة الهوارية.